# Jonan Fernández
Jonan Fernández Erdozia (Tolosa, Guipúzcoa, 21 de marzo de 1962) es un político español, actual asesor de las Juntas Generales de Guipúzcoa. Anteriormente ocupó 
diversos cargos en el Gobierno Vasco y fue asesor del lehendakari Iñigo Urkullu. Fue coordinador general de Elkarri entre 1992 y 2006. Está casado y es padre de tres hijos.

## Biografía
Entre 1985 y 1992 fue coordinador de Lurraldea, una asociación que se oponía al trazado de la autovía de Leitzaran. Entre 1987 y 1991 fue concejal de Herri Batasuna en Tolosa. Al dimitir como concejal, dejó Herri Batasuna.
En diciembre de 1992 fundó Elkarri, movimiento social que trabajó activamente por la no violencia, los derechos humanos, el diálogo, el pluralismo y la paz en el País Vasco. Durante 14 años (hasta 2006) fue su coordinador general. Este movimiento llegó a tener 1200 militantes activos en el País Vasco y Navarra, así como 3500 aportantes económicos. Además de organizar diversas campañas como manifestaciones masivas en Bilbao y campañas de firmas, Elkarri creó una mesa de partidos y organizó dos Conferencias de Paz. Tras su disolución, Elkarri dio paso a una nueva organización, Lokarri.
Tras la desaparición de Elkarri, Jonan Fernández dirigió Baketik, fundación dedicada a promover procesos de transformación personal, educacional, convivencial, organizacional o social con sentido ético. Fue su director hasta enero de 2013, al ser nombrado por el Gobierno Vasco secretario general para la Paz y la Convivencia (2013-2017); secretario general de Derechos Humanos, Convivencia y Cooperación (2017-2020); asesor del Lehendakari (2020-2021); y secretario general de Transición Social y Agenda 2030 (2021-2024).

## Publicaciones
- Ser humano en los conflictos. Una reflexión ética tras una vivencia directa en el conflicto vasco. Alianza Editorial. Madrid. 2006.
- Vivir y convivir. Cuatro aprendizajes básicos. Alianza Editorial. Madrid. 2008.
- Educar en ser persona. Ocho aprendizajes. Baketik. Oñati. 2010.
- Ni tanto ni tan poco. Una conclusión inacabada a los 50. Erein. Donostia. 2013.